# Jerzy Łakomiak
Jerzy Łakomiak (ur. 13 marca 1926 w Cisowej, zm. 31 stycznia 2018 w Martin Coronado) – polski bernardyn, misjonarz, kawaler Złotego Krzyża Zasługi.
Po zakończeniu II wojny światowej w 1945 r. został powołany do służby wojskowej, którą ukończył po dwóch latach. W wojsku zrodziło się u niego powołanie do zakonu. Po wyjściu z wojska podjął decyzję o wstąpieniu do Zakonu Franciszkanów - OO. Bernardynów. Śluby wieczyste złożył w Warszawie 3 maja 1953 r.
W Polsce pracował w klasztorach w Warszawie i w Radecznicy. 2 grudnia 1966 roku wyjechał jako misjonarz do Argentny. W Martin Coronado był zakrystianem, ogrodnikiem, elektrykiem, mechanikiem. Wszystko potrafił naprawić i zrobić. Przez wiele lat był kierowcą klasztornym. Uczył wiele lat śpiewu dzieci i młodzieży w Polskiej Szkole Sobotniej im. Tysiąclecia Chrztu Polski w Martin Coronado.
Za jego pracę wśród Polonii w Argentynie Prezydent Rzeczypospolitej Polskiej odznaczył go Złotym Krzyżem Zasługi, a Prymas Polski Kardynał Józef Glemp - Medalem za wieloletnią służbę dla Kościoła i Ludu Bożego. Ponadto, w 2016 r. otrzymał nadany przez ministra spraw zagranicznych medal Bene Mertito za 50 lat posługi duszpasterskiej wśród Polonii.